# توکای پشت‌سفید
توکای پشت‌سفید یا توکای کسلر (نام علمی: Turdus kessleri) گونه‌ای از پرندگان خانواده توکایان است که در مرکز چین یافت می‌شود. زیستگاه طبیعی آن جنگل‌ها و بوته‌زارهای معتدل است.